# Sânmartinu Maghiar, Timiș
Sânmartinu Maghiar (sau în română 1924: Sânmartinul Mic, Sânmartinul Unguresc) este un sat în comuna Uivar din județul Timiș, Banat, România. Aparține de comuna Uivar și are o populație de 264 locuitori (2002), majoritari de etnie maghiară.